# Theophilus von Caesarea
Theophilus von Caesarea († 195 in Caesarea Maritima) war Bischof von Caesarea und Heiliger.
Theophilus ist vor allem bekannt durch seine Opposition gegen die Quartodezimaner im Osterstreit, in dem er die Position des Bischofs von Rom, Viktor I., verteidigte.
Gedenktag des Heiligen ist der 5. März.